# AC Ajaccio
AC Ajaccio je francouzský fotbalový klub z města Ajaccio na Korsice, který působí v Ligue 2. Klub byl založen v roce 1910 a svoje domácí utkání hraje na stadionu Stade Michel Moretti s kapacitou 12 000 diváků.
Hlavním rivalem je jiný korsický klub SC Bastia, zápas těchto dvou celků je nazýván Derby Corse (Korsické derby). Od června do listopadu 2013 klub vedl trenér (bývalý italský útočník) Fabrizio Ravanelli. Po sezoně 2013/14 sestoupil z 20. místa Ligue 1 do Ligue 2.